# Calvinet
Pour l’article homonyme, voir Butte du Calvinet.
Calvinet est une ancienne commune française située dans le département du Cantal en région Auvergne-Rhône-Alpes.

## Géographie

### Hydrographie
La rivière le Célé, affluent du Lot, lui-même affluent du fleuve la Garonne, prend sa source dans la commune, à 713 m d'altitude.

## Toponymie
Village au cœur de la Châtaigneraie cantalienne, Calvinet semble avoir pour origine le nom de Calvinus gaulois latinisé durant la période gallo-romaine. 

## Histoire
Autrefois châtellenie dépendante de la puissante vicomté de Carlat. Détaché de ladite vicomté, Calvinet n'est plus alors qu'un petit bailliage seigneurial. 
L'an 1261, Eustache de Beaumarchès, bailli des montagnes d'Auvergne et sénéchal du Poitou, épouse Marine de Vigouroux, dame de Calvinet et devient ainsi seigneur du lieu. Il rend hommage à Alphonse de Poitiers (frère de Saint-Louis).
À partir de 1265, le couple entreprend un projet ambitieux  : s’installer sur les hauteurs du village de Calvinet, dans la paroisse de Cassaniouze, où la famille Vigouroux possédait depuis longtemps des terres ainsi qu’une demeure fortifiée.  Sur ce promontoir, ils décident de bâtir une véritable forteresse , composée de huits tours reliées par des remparts, entourée d'un fossé et des palissades, à l'emplacement même de l'ancienne demeure. La construction s’étend sur environ six ans,.
Afin d’organiser ce nouvel espace de vie, ils rédigent en 1266 la "charte des habitants  de Calvinet",  un document comprenant 41 articles fixant les règles et coutumes de la communauté. Pour bénéficier de ce statut, chaque famille devra fournir un jour de travail hebdomadaire pendant cinq ans au service du seigneur, qui en contrepartie leur garantit sécurité et protection pour eux et leurs bêtes. Les activités commerciales sont également réglementées.
En 1268, une imposante forteresse est érigée, flanquée au sud  d'un village castral destiné à offrir refuge et sécurité aux habitants,.
Formation de la baronnie de Calvinet :   Entre 1273 et 1284, Eustache de Beaumarchais, seigneur influent et reconnu tant localement qu’auprès du pouvoir royal, entreprend l’acquisition de nombreux domaines et territoires. En 1289, ses possessions sont structurées en une baronnie officiellement établie, regroupant quatre châtelleries principales : Calvinet, Roussy, La Vinzelle et Ginouillac. Les magistrats ainsi que les principaux officiers en charge de l’administration de ces terres résidaient alors à Calvinet.
«Le samedi après la fête St-Vincent de l'an 1322» eut lieu la vente, «moyennant 45 000 livres, de la terre et baronnie de Calvinet, membre attaché au Comté de Carladès, par Noble et puissant Seigneur Jean Hughes de Chambellac, chevalier comme marié (sic) de Dame Marie de Beaumarchais, fille et héritière universelle de Noble Seigneur Michel de Beaumarchais, à Noble et puissant Seigneur Pierre Du Chemin, chevalier seigneur de Ver».
En 1323, Pierre II de Via, alias de Vie, seigneur de Villemur et neveu du pape Jean XII, fut nommé seigneur de Calvinet. Il réalisa les dernières volontés d'Eustache de Beaumarchais, qui avait légué une somme pour contruire l'église de Calvinet ainsi que le monastaire de Montsalvy. Pour accomplir cette tache, il sollicita l'intervention de Jean XII pour que Calvinet soit érigé en paroisse.
En 1330, l'église fut construite et achevée dès l'année suivante, en 1331.
Calvinet est ensuite acquis par Jean 1er, duc de Bourbon & d'Auvergne, comte de Clermont (1380-1433) Pair & Chambrier de France, Capitaine général des pays de Languedoc & Duché de Guyenne. Défait à la bataille d'Azincourt, prisonnier des Anglais, il mourut en Angleterre après 19 ans de prison.
La place forte est incorporée au domaine royal sous François Ier
Henri 1er de la Tour d'Auvergne, vicomte de Turenne, duc de Bouillon, marcha  en 1576 sur Périgueux, pour secourir cette ville assiégée par les catholiques; sitôt après cette expédition, il prit Figeac "par escalade" (sic), puis s'empara de Calvinet (D'après M Marsollier, Histoire de Henry de la Tour d'Auvergne, chez Francis Barois Libraire à Nevers, 1719)
Le roi Henri IV concède, par brevet du 30 avril 1598 aux Huguenots du haut-pays, afin de garantir leur liberté de conscience, une seule place de sûreté en Auvergne : Calvinet, défendue  par une garnison de 13 soldats. Elle  dépendait jusqu'en 1620 du " Haut-Querci, dioceze de Caor" (sic), puis en 1621 de la Haute-Auvergne, Généralité de Riom.
Cette place forte a eu pour gouverneurs successifs trois Giou, issus d'une famille huguenote illustre de chevalerie distinguée tant par les  alliances et la naissance, que par les services rendus au roi Henri IV :
- Lévi de Giou de Cailus, dit Louis  (? +1622), nommé gouverneur le 29 décembre 1590, était écuyer, depuis le 28 septembre 1589, de Catherine de Bourbon, duchesse d'Albret, sœur du roi Henri IV.   
Il battit le duc de Joyeuse à Montaudran, ce qui lui valut une lettre flatteuse du Roi. Les archives de la Maison de Giou font état de plusieurs lettres du roi Henri écrites à ce même Lévi en son gouvernement & château de Calvinet, dans l'une desquelles, il le convia de venir à son sacre. 
- Jacques II de Giou, chevalier, familier de Jacques d'Armagnac. Il lui reviendra la charge, en tant qu'adjudicataire, de la démolition des places fortes de Murat et de Carlat.    
- Henri de Giou, chevalier, seigneur de La Roque Arnals, fils cadet de Lévi. Nommé gouverneur pour succéder à son frère décédé.    
- M. Du Bousquet, (1613-1660)  autre gouverneur, fut lieutenant du Roi et s'était distingué par sa valeur au siège de la Rochelle où Louis XIII, de qui il avait déjà l'honneur d'être connu, lui dit un jour :"Du Bousquet, est-il vrai que vous êtes Huguenot ?, Oui Sire, répondit-il à ce Prince, mais mon épée est Catholique".. (Abrégé de la Vie et des vertus de Marguerite Aimée Du Bousquet (sa fille), Ste Marie de Mâcon, 1736)
Le château sera détruit sur ordre de Richelieu en 1634, selon l'ordonnance royale du 8 novembre 1633 ordonnant la destruction des châteaux en Auvergne.
Vers 1895 est construit le presbytère selon les plans dessinés par Maurice Sizaire alors âgé de 18 ans, lequel deviendra plus tard un constructeur d'automobiles réputé (il subsiste une superbe Sizaire-Naudin de 1913 dans le Cantal).
Avec le titre de comte de Carladès, les princes de Monaco portaient depuis 1643 celui de baron de Calvinet. Ces titres français de noblesse ne se transmettant uniquement que par la filiation masculine et légitime, ils sont considérés comme éteints depuis 1949, au décès de Louis II Grimaldi.
Le 1er janvier 2019, elle fusionne avec Mourjou pour constituer la commune nouvelle de Puycapel, dont elle est le chef-lieu.

## Politique et administration
| Période                                  | Période  | Identité          | Étiquette | Qualité |
| ---------------------------------------- | -------- | ----------------- | --------- | ------- |
| janvier 2019                             | En cours | François Danemans | LREM      | Avocat  |
| Les données manquantes sont à compléter. |          |                   |           |         |

| Période                                  | Période       | Identité            | Étiquette          | Qualité   |
| ---------------------------------------- | ------------- | ------------------- | ------------------ | --------- |
| 1959                                     | mars 1995     | Géraud de Bonnafos  | DVD                | Militaire |
| mars 1995                                | mars 2002     | Bruno Puech         |                    |           |
| mars 2008                                | mars 2014     | Édouard de Bonnafos | DVD                |           |
| mars 2014                                | décembre 2018 | François Danemans   | PRG-MRSL puis LREM | Avocat    |
| Les données manquantes sont à compléter. |               |                     |                    |           |

## Population et société

### Démographie
L'évolution du nombre d'habitants est connue à travers les recensements de la population effectués dans la commune depuis 1793. Pour les communes de moins de 10 000 habitants, une enquête de recensement portant sur toute la population est réalisée tous les cinq ans, les populations de référence des années intermédiaires étant quant à elles estimées par interpolation ou extrapolation. Pour la commune, le premier recensement exhaustif entrant dans le cadre du nouveau dispositif a été réalisé en 2008.

En 2016, la commune comptait 488 habitants, en évolution de +1,04 % par rapport à 2010 (Cantal : −1,08 %, France hors Mayotte : +2,11 %).
| 1793 | 1800 | 1806 | 1821 | 1831 | 1836 | 1841 | 1846 | 1851 |
| ---- | ---- | ---- | ---- | ---- | ---- | ---- | ---- | ---- |
| 260  | 219  | 297  | 316  | 352  | 454  | 799  | 800  | 745  |

| 1856 | 1861 | 1866 | 1872 | 1876 | 1881 | 1886 | 1891 | 1896 |
| ---- | ---- | ---- | ---- | ---- | ---- | ---- | ---- | ---- |
| 730  | 681  | 701  | 679  | 722  | 752  | 671  | 642  | 635  |

| 1901 | 1906 | 1911 | 1921 | 1926 | 1931 | 1936 | 1946 | 1954 |
| ---- | ---- | ---- | ---- | ---- | ---- | ---- | ---- | ---- |
| 605  | 576  | 566  | 542  | 539  | 568  | 595  | 636  | 560  |

| 1962 | 1968 | 1975 | 1982 | 1990 | 1999 | 2006 | 2008 | 2013 |
| ---- | ---- | ---- | ---- | ---- | ---- | ---- | ---- | ---- |
| 527  | 524  | 491  | 408  | 404  | 432  | 462  | 471  | 517  |

| 2016 | - | - | - | - | - | - | - | - |
| ---- | - | - | - | - | - | - | - | - |
| 488  | - | - | - | - | - | - | - | - |

### Activités et Loisirs
1. Camping municipal "Les Érables"
2. Piscine municipale
3. Terrains de sports
4. Lac pour pêche
5. Randonnées

## Économie

### Industrie
L'entreprise Interlab, filiale d'Interscience, spécialisée dans le matériel de laboratoire pour analyses micro-biologiques, est leader dans son domaine. Elle exporte, à partir du village de Mourjou, dans le monde entier. 80 % de son chiffre d'affaires est réalisé hors de France. Elle emploie une trentaine de personnes, ce qui est beaucoup pour une commune de quelques centaines d'habitants. Elle contribue à faire revivre le Cantal dépeuplé par l'exode rural.

### Autres activités
1. Supérette
2. Garage et station service 7/7j 24/24h
3. Poste
4. Médecin
5. Pharmacie
6. Vétérinaire
7. Dentiste
8. Coiffeur
9. Boulangerie artisanale
10. Marché Bio de l'association Serfouette

## Culture locale et patrimoine

### Lieux et monuments
- Le Château de Lamothe ;
- Les quelques vestiges de l'ancien château de Calvinet, et du noyau primitif sur les hauteurs, traversé par la route appelée "le pavé" ;
- L'église Saint-Barthélemy de Calvinet[14] ;
- La chapelle du Puy Capel, édifiée en 1880. Jamais ouverte au culte, située sur le plateau du même nom ;
- Le cromlech de la Rouquette.

### Personnalités liées à la commune
- Eustache de Beaumarchais (~ 1235-1294), sénéchal de Toulouse et bâtisseur de bastides portant des noms de villes espagnoles ou italienne (Fleurence, Valence d'Albi, Pampelonne, Grenade, etc.) ;
- Jean de Bonnefon (1866-1928), poète et polémiste, la place centrale du village porte son nom ;
- Louis II (prince de Monaco) (1870-1949), dernier baron de Calvinet[15] ;
- Raymond Lavigne (1922-2014), résistant, grand reporter, journaliste, scénariste et auteur de romans policiers.

### Héraldique
|  | Les armes de la commune se blasonnent ainsi : Fuselé d’argent et de gueules. |